# Для Саші
«Для Саші» («Pour Sacha») — французька кінодрама 1991 року, знята режисером Александром Аркаді, з Рішаром Беррі і Софі Марсо у головних ролях.

## Сюжет
1965 рік. Бажаючи більше дізнатися про своє єврейське коріння, французький професор філософії їде в ізраїльський кіббуц, що розташований недалеко від Голанських висот. Його супроводжує колишня студентка, яка відмовляється від перспективи стати скрипалькою, тільки щоб залишитися з ним. Минає два роки, і до професора Саші приїжджають ще три колишніх студенти, які хочуть відсвяткувати двадцятиріччя красивої скрипальки. Напруженість у регіоні наростає, наслідком чого стала Шестиденна війна, і Сашу мобілізують в армію. На вечірці один із гостей показує фільми, які він зняв під час їхнього життя в Парижі. Саша відчуває раптові докори сумління, коли дивиться плівки, на яких зображена його кохана Міріам, жінка, що покінчила життя самогубством, коли він порвав із нею. Її смерть була однією з причин, чому він покинув Париж. З цим почуттям провини Саша і йде на війну.

## У ролях
- Софі Марсо — Лаура
- Рішар Беррі — Саша
- Фаб'єн Орсьє — Поль
- Нільс Дюбос — Симон
- Фредерік Кірін — Мішель
- Жан-Клод де Горо — Дам Хемтов
- Жерар Дармон — Давид Малка
- Еммануель Ріва — місіс Малка
- Шломіт Коен — Міріам
- Яель Абекасіс — Джудіт
- Аміт Горен — Стів
- Ніссім Зохар — Маскір
- Салім Дау — Валлід
- Айєлет Зурер — Шошана
- Аміт Дорон — Саломон
- Езра Кафрі — полковник
- Талі Ацмон — вчитель
- Мішель Яннай — англієць
- Тамі Цафрір — англієць
- Ілан Зауї — музикант
- Пазіт Нуні — 'жінка з Валліда
- Зеєв Акотонас — акордеоніст
- Гад Бін Нун — археолог
- Мікі Брош — скрипаль
- Шломо Маман — танцюрист із групи
- Офер Лелуш — полковник
- П'єр Аббу — солдат
- Самі Лаяні — солдат
- Тоні Егрі — солдат
- Кемерон Вотсон — солдат
- Крістіан Фелла — сирійський офіцер

## Знімальна група
- Режисер — Александр Аркаді
- Сценаристи — Александр Аркаді, Антуан Лакомблез, Даніель Сен-Амон, Кемерон Вотсон
- Оператор — Робер Алазракі
- Композитор — Філіпп Сард
- Художник — Тоні Егрі
- Продюсери — Роберт Бенмусса, Жан-Бернар Фету